# 11302 Рубікон
11302 Рубіко́н (11302 Rubicon) — астероїд головного поясу, відкритий 27 січня 1993 року.
Тіссеранів параметр щодо Юпітера — 3,322.
Названий на честь річки Рубікон.